# Markus Kreuz
Markus Kreuz (* 29. April 1977 in Ingelheim am Rhein) ist ein ehemaliger deutscher Fußballspieler.

## Karriere

### Vereine
Markus Kreuz begann seine Profikarriere 1995 bei Mainz 05. Nachdem er bei Hannover 96 in der 2. Bundesliga Leistungsträger geworden war, wechselte er 2000 zum 1. FC Köln in die Bundesliga. Jedoch gelang ihm in Köln nicht der Durchbruch zum Stammspieler.
2003 ging er zum Bundesliga-Aufsteiger Eintracht Frankfurt, bei dem er in der Saison 2003/04 Stammspieler war. Am Ende der Saison stand der Abstieg der Eintracht in die Zweite Bundesliga. Als zu Beginn der Saison 2004/05 Friedhelm Funkel, mit dem Kreuz bereits in Köln Probleme gehabt hatte, die Eintracht übernahm, wechselte er für 150.000 Euro zum Zweitliga-Aufsteiger Rot-Weiß Erfurt, wobei er sich an der Ablösesumme mit 25.000 Euro beteiligte. Nach einem Jahr in Erfurt wechselte er nach Spanien zum CF Real Murcia. Zur Saison 2006/07 kam er zurück nach Deutschland zum Zweitligisten Kickers Offenbach. 2007 ging er zum Regionalligisten FSV Frankfurt, mit dem er 2008 in die zweite Bundesliga aufstieg. 2009 wechselte Kreuz in die österreichische Regionalliga Mitte zum Wolfsberger AC/SK St. Andrä, mit dem er im Sommer 2010 in die Erste Liga aufstieg. Nach der erfolgreichen Meistersaison 2012/13 verließ Kreuz Wolfsberg und wechselte zurück nach Deutschland zum TSV Schott Mainz in die Verbandsliga Südwest. Am Ende der Saison 2012/13 belegte er mit seiner Mannschaft, zu der auch die ehemaligen Profis Martin Willmann und Nils Döring zählten, den zweiten Tabellenplatz und verpasste den Aufstieg. Insgesamt erzielte er in jener Spielzeit zwölf Tore. Auch 2013/14 stand er dort unter Vertrag. Bis einschließlich des 18. Spieltags schoss er vier weitere Tore. Parallel zu seiner Tätigkeit als Spieler in Mainz absolviert Kreuz eine Umschulung zum Sport- und Fitnesskaufmann. Am 21. Dezember 2014 kehrte er zu seinem Jugendverein VfL Frei-Weinheim zurück und agiert dort als Spieler und Cotrainer. Mit Ende der Saison 2017/18 beendete Kreuz seine aktive Laufbahn.

### Nationalmannschaften
Als Spieler von Hannover 96 wurde er U-21-Nationalspieler; während dieser Zeit wurde er auch zum A2-Nationalspieler.

## Erfolge
- 1998: Aufstieg in die 2. Bundesliga mit Hannover 96
- 2003: Aufstieg in die 1. Bundesliga mit dem 1. FC Köln
- 2008: Aufstieg in die 2. Bundesliga mit dem FSV Frankfurt
- 2010: Aufstieg in die Erste Liga mit WAC/St. Andrä

## Trivia
Im August 2018 eröffnete Kreuz mit seiner Ehefrau eine Pizzeria in Ingelheim.